# In a Time Lapse
| Recensione | Giudizio |
| ---------- | -------- |
| AllMusic   | [ 4 ]    |

In a Time Lapse è un album di Ludovico Einaudi, pubblicato nel 2013.

## Descrizione
Il disco ha raggiunto il 2º posto nella classifica dei più venduti nei Paesi Bassi e il 5º posto nella Classifica FIMI Album in Italia, rimanendo in entrambi i paesi per quattro settimane nella Top Ten, e il 6º posto nella Classical Albums.
Nel disco ci sono 14 brani, con una strumentazione che comprende pianoforte, archi, percussioni ed elettronica. L'orchestra che qui suona è quella de I Virtuosi Italiani.
L'8 febbraio 2013 viene pubblicato il video musicale di Walk.
Il 28 luglio 2014 è stato registrato dal vivo In a Time Lapse Tour, a Verona, che è stato pubblicato nel 2015 come DVD per la Decca.
Registrato a Villa San Fermo, Lonigo (VI). Il brano "Newton's Cradle" è stato parzialmente registrato all'Auditorium Parco della Musica, Roma.
Il 23 dicembre 2014 viene pubblicato il video musicale di Life.

## Tracce
1. Corale – 2:05
2. Time Lapse – 5:32
3. Life – 4:23
4. Walk – 3:28
5. Discovery at Night – 4:26
6. Run – 5:32
7. Brothers – 4:51
8. Orbits – 2:57
9. Two Trees – 6:26
10. Newton's Cradle – 7:53
11. Waterways – 4:18
12. Experience – 5:15
13. Underwood – 4:13
14. Burning – 5:00

Durata totale: 66:19
Tracce Bonus
1. Bever – 4:01
2. The Dark Bank of Clouds – 3:11
3. Sarabande – 4:14
4. Ronald's Dream – 3:45
5. Corale Solo – 2:46

Durata totale: 17:57
Disco 2 (Deluxe Edition)
1. Circles (Cantata da Greta Svabo Bech – Basata su Experience) – 3:56
2. Time Lapse (Dot Major Remix) – 5:50
3. Experience (Starkey Remix) – 5:41
4. Walk (Starkey Remix) – 3:57
5. Time Lapse (Steven Siegel Remix) – 5:24
6. Discovery At Night (Lippok Remix) – 6:18
7. Walk (Phaeleh Remix) – 5:07

Durata totale: 36:13